# Polícia Rodoviária do Estado de São Paulo
A Polícia Rodoviária do Estado de São Paulo é uma modalidade de policiamento da Polícia Militar do Estado de São Paulo, criada para dar apoio ao DER (Departamento de Estradas de Rodagem) em acidentes e atendimentos aos usuários dentre outros é responsável pela fiscalização de trânsito e preservação da ordem pública nas rodovias estaduais.